# Randy Cunneyworth
Randy William Cunneyworth (né le 10 mai 1961 à Etobicoke, dans la province de l'Ontario au Canada) est un joueur professionnel retraité et ancien entraîneur-chef du Canadien de Montréal. Il a dirigé le club entre le 17 décembre 2011, à la suite du congédiement de l'instructeur Jacques Martin, jusqu'à la fin de la saison régulière le 7 avril 2012.
Il est ensuite retourné à ses fonctions d'entraîneur-adjoint le 2 mai 2012 lors de la nomination du directeur-général Marc Bergevin. Ce dernier nomme Michel Therrien à titre d'entraîneur-chef du Canadien de Montréal et dès le lendemain, Therrien fait table rase et congédie Cunneyworth et son acolyte Randy Ladouceur. Seul Pierre Groulx, entraîneur des gardiens de but, survit à la purge.

## Carrière
Il commence sa carrière dans la Ligue de hockey de l'Ontario en 1979 avec les 67 d'Ottawa puis il participe au repêchage d'entrée dans la Ligue nationale de hockey de 1980. Choisi par les Sabres de Buffalo en tant que 167e choix (huitième ronde), il joue un match dans la LNH au cours de la saison 1980-1981 et un autre avec les Americans de Rochester de la Ligue américaine de hockey, les Americans étant affiliés aux Sabres.
Il ne joue que peu dans la LNH pour les Sabres et passe le plus clair de son temps dans la LAH avec les Americans avant de prendre la direction des Penguins de Pittsburgh en 1985. Il joue quatre saisons dans la franchise des Penguins avec qui il obtient une place de titulaire. En 1989-1990, il rejoint brièvement les Jets de Winnipeg avant de prendre la direction des Whalers de Hartford en décembre contre Paul MacDermid.
Il joue l'équivalent de deux saisons puis rejoint les Blackhawks de Chicago pour la fin de la saison 1993-1994. Le 15 juillet 1994, il signe en tant qu'agent libre pour les Sénateurs d'Ottawa et y reste jusqu'à la fin de la saison 1997-1998. Entre ces deux dates, il est promu capitaine de l'équipe.
Le 27 août 1998, il revient à son premier club et signe en tant qu'agent libre pour les Sabres. Il ne va jouer que quatorze matchs dans la saison avant de rejoindre une nouvelle fois les Americans de Rochester de la LAH. Lors de la saison 1999-2000 de la LAH, il remporte le trophée Fred-T.-Hunt pour le meilleur état d'esprit alors qu'il assume le double rôle d'entraîneur-assistant et de joueur à la fois. À l'issue de la saison, il renonce à sa carrière de joueur et passe à temps complet derrière le banc des Americans. Toujours à la tête des Americans au début de la saison 2007-2008 de la LAH, il remporte en 2005 le trophée Louis-A.-R.-Pieri du meilleur entraîneur de la saison alors que son équipe remporte le trophée Macgregor-Kilpatrick de la meilleure équipe de la saison régulière.
Le 20 juillet 2010, il est nommé entraineur-chef des Bulldogs de Hamilton dans la Ligue américaine de hockey.
Le 17 décembre 2011, il est nommé entraîneur chef des Canadiens de Montréal de la Ligue nationale de hockey, en remplacement de Jacques Martin.
Le 6 juin 2012, il est congédié de l'équipe des Canadiens de Montréal.

### Trophées et honneurs personnels
- Ligue nationale de hockey
  - Repêché en 1980 par les Sabres de Buffalo — Huitième ronde - 167e choix
- Ligue américaine de hockey
  - 1999-2000 - trophée Fred-T.-Hunt
  - 2004-2005 - trophée Louis-A.-R.-Pieri

## Statistiques
| Saison     | Équipe                 | Ligue      |     | Saison régulière | Saison régulière | Saison régulière | Saison régulière | Saison régulière |   | Séries éliminatoires | Séries éliminatoires | Séries éliminatoires | Séries éliminatoires | Séries éliminatoires |
| Saison     | Équipe                 | Ligue      | PJ  | B                | A                | Pts              | Pun              | PJ               | B | A                    | Pts                  | Pun                  |                      |                      |
| 1979-1980  | 67 d'Ottawa            | AHO        | 63  | 16               | 25               | 41               | 145              |                  |   |                      |                      |                      |                      |                      |
| 1980-1981  | 67 d'Ottawa            | LHO        | 67  | 54               | 74               | 128              | 240              |                  |   |                      |                      |                      |                      |                      |
| 1980-1981  | Americans de Rochester | LAH        | 1   | 0                | 1                | 1                | 2                |                  |   |                      |                      |                      |                      |                      |
| 1980-1981  | Sabres de Buffalo      | LNH        | 1   | 0                | 0                | 0                | 2                |                  |   |                      |                      |                      |                      |                      |
| 1981-1982  | Americans de Rochester | LAH        | 57  | 12               | 15               | 27               | 86               | 9                | 4 | 0                    | 4                    | 30                   |                      |                      |
| 1981-1982  | Sabres de Buffalo      | LNH        | 20  | 2                | 4                | 6                | 47               |                  |   |                      |                      |                      |                      |                      |
| 1982-1983  | Americans de Rochester | LAH        | 78  | 23               | 33               | 56               | 111              | 16               | 4 | 4                    | 8                    | 35                   |                      |                      |
| 1983-1984  | Americans de Rochester | LAH        | 65  | 18               | 17               | 35               | 85               | 17               | 5 | 5                    | 10                   | 55                   |                      |                      |
| 1984-1985  | Americans de Rochester | LAH        | 72  | 30               | 38               | 68               | 148              | 5                | 2 | 1                    | 3                    | 16                   |                      |                      |
| 1985-1986  | Penguins de Pittsburgh | LNH        | 75  | 15               | 30               | 45               | 74               |                  |   |                      |                      |                      |                      |                      |
| 1986-1987  | Penguins de Pittsburgh | LNH        | 79  | 26               | 27               | 53               | 142              |                  |   |                      |                      |                      |                      |                      |
| 1987-1988  | Penguins de Pittsburgh | LNH        | 71  | 35               | 39               | 74               | 141              |                  |   |                      |                      |                      |                      |                      |
| 1988-1989  | Penguins de Pittsburgh | LNH        | 70  | 25               | 19               | 44               | 156              | 11               | 3 | 5                    | 8                    | 26                   |                      |                      |
| 1989-1990  | Jets de Winnipeg       | LNH        | 28  | 5                | 6                | 11               | 34               |                  |   |                      |                      |                      |                      |                      |
| 1989-1990  | Whalers de Hartford    | LNH        | 43  | 9                | 9                | 18               | 41               | 4                | 0 | 0                    | 0                    | 2                    |                      |                      |
| 1990-1991  | Indians de Springfield | LAH        | 2   | 0                | 0                | 0                | 5                |                  |   |                      |                      |                      |                      |                      |
| 1990-1991  | Whalers de Hartford    | LNH        | 32  | 9                | 5                | 14               | 49               | 1                | 0 | 0                    | 0                    | 0                    |                      |                      |
| 1991-1992  | Whalers de Hartford    | LNH        | 39  | 7                | 10               | 17               | 71               | 7                | 3 | 0                    | 3                    | 9                    |                      |                      |
| 1992-1993  | Whalers de Hartford    | LNH        | 39  | 5                | 4                | 9                | 63               |                  |   |                      |                      |                      |                      |                      |
| 1993-1994  | Whalers de Hartford    | LNH        | 63  | 9                | 8                | 17               | 87               |                  |   |                      |                      |                      |                      |                      |
| 1993-1994  | Blackhawks de Chicago  | LNH        | 16  | 4                | 3                | 7                | 13               | 6                | 0 | 0                    | 0                    | 8                    |                      |                      |
| 1994-1995  | Sénateurs d'Ottawa     | LNH        | 48  | 5                | 5                | 10               | 68               |                  |   |                      |                      |                      |                      |                      |
| 1995-1996  | Sénateurs d'Ottawa     | LNH        | 81  | 17               | 19               | 36               | 130              |                  |   |                      |                      |                      |                      |                      |
| 1996-1997  | Sénateurs d'Ottawa     | LNH        | 76  | 12               | 24               | 36               | 99               | 7                | 1 | 1                    | 2                    | 10                   |                      |                      |
| 1997-1998  | Sénateurs d'Ottawa     | LNH        | 71  | 2                | 11               | 13               | 63               | 6                | 0 | 1                    | 1                    | 6                    |                      |                      |
| 1998-1999  | Sabres de Buffalo      | LNH        | 14  | 2                | 2                | 4                | 0                | 3                | 0 | 0                    | 0                    | 0                    |                      |                      |
| 1998-1999  | Americans de Rochester | LAH        | 52  | 10               | 18               | 28               | 55               | 20               | 3 | 14                   | 17                   | 58                   |                      |                      |
| 1999-2000  | Americans de Rochester | LAH        | 52  | 8                | 16               | 24               | 81               |                  |   |                      |                      |                      |                      |                      |
| Totaux LNH | Totaux LNH             | Totaux LNH | 866 | 189              | 225              | 414              | 1 280            | 45               | 7 | 7                    | 14                   | 61                   |                      |                      |